# Qualletbach
Der Qualletbach ist ein zwei Kilometer langer linker Zufluss des Mattenbachs im Winterthurer Stadtkreis Mattenbach. 2011/12 wurde der Bach für 400'000 Fr. auf einer Strecke von rund 530 Metern revitalisiert, seither leben Elritzen im revitalisierten Bach. Auch die einheimischen Stein- sowie invasiven Signalkrebse haben im Bach ihren Lebensraum. Der revitalisierte Teil des Bachs wird im kommunalen Natur- und Landschutzinventar geführt, unter anderem auch als Laichplatz für Grasfrösche.

## Geographie

### Verlauf
Der Bach entspringt auf einer Höhe von etwa 578 m ü. M. bei den Flurgebieten Kwaletbach/Musental im Waldgebiet Eschenberg. Erfasst wird der Bach vom Kanton ab der Fassung auf Höhe der Schneisenstrasse, rund 230 Meter östlich vom Eschenbergturm. Von dort fliesst der Bach während rund einem Kilometer in nördlicher und nordöstlicher Richtung zum Waldrand und unterquerst dabei die Obere und Untere Qualletbachstrasse, den Kyburgerfussweg, die Eschenbergstrasse sowie die Mittlere Loostrasse. Bei der Abzweigung der Unteren Loostrasse von der Waldeggstrasse erreicht der Bach schliesslich den Waldrand, wo er in einen kleinen Rückhalteteich hineinfliesst.
Danach wechselt der Bach die Richtung und folgt zunächst während rund 330 Metern nordostwärts rechtsseitig der am Waldrand entlangführenden Waldeggstrasse, bevor der Bach abzweigt um ein kleines Püntenareal zu durchfliessen. Nach einem kleinen Umweg über das Püntenareal erreicht der Bachverlauf, der nun linksseitig am Birkenfussweg entlangführt, den Mattenbach. Zuvor speist er auch noch den ehemaligen Schulteich des Schulhaus Mattenbach, der auf der anderen Seite des Birkenfusswegs liegt. Beim Erreichen des Mattenbachs gibt es zunächst einen Hochwasserentlastungsstollen, der bei Hochwasser den Bach zum Mattenbach hin entlastet. Der Qualletbach selbst fliesst aber noch auf einer Strecke von 330 Metern parallel zum Mattenbach und wird dabei auch noch vom Steglitobelbach gekreuzt, der bergseitig durch die Zelgliüberbauung kommend direkt in den Mattenbach geleitet wird. Auf Höhe der Maurerschule mündet der Bach schliesslich, in dem er den Mattenbachfussweg unterquert, in den Mattenbach.

### Flusssystem Mattenbach
- Fliessgewässer im Flusssystem Mattenbach

## Waldeggseeinitiative
Wäre 1999 die Waldeggseeinitiative angenommen worden, hätte der Qualletbach neben dem Mattenbach als Zufluss für den künstlichen See gedient.